# 圣女大德兰的神魂超拔
《圣女大德兰的神魂超拔》（義大利語：L'Estasi di Santa Teresa；英语：Ecstasy of Saint Teresa），也译为《圣女特蕾莎的狂喜》。是在罗马胜利之后圣母堂祭台左侧的科尔纳洛小堂（Cornaro Chapel）的一组白色大理石雕塑，由当时的顶级雕塑家吉安·洛伦佐·贝尼尼设计和完成（整个小堂的大理石和灰泥装饰均由其设计）。它被视为巴洛克雕塑的杰作之一。雕像描绘圣女大德兰神魂超拔的情景。

## 委托
整组雕塑由成熟的贝尼尼监督和完成。贝尼尼曾是前一任教宗，挥霍无度的巴贝里尼最喜欢的艺术家，但是现任教宗，潘菲利家族的依諾增爵十世就任后，就不再青睐贝尼尼。因此，贝尼尼得以服务于来自威尼斯的费德里科·科纳罗枢机（1579-1653）。
科尔纳洛选择不起眼的加尔默罗会教堂作为他的埋葬地点。他有理由避免葬在威尼斯，因为他被烏爾巴諾八世任命为枢机主教 而他的父亲乔万尼曾担任总督，在家乡制造了一场骚乱，此后这个家族就被禁止担任如此有权势的职务。小堂选定的地点是左耳堂，这里原有一幅画像“圣保禄的神魂超拔”，代之以不久前刚被册封的（1622年）第一位加尔默罗会圣人的戏剧化的宗教经历地题材。它于1652年完工， 当时的造价为12,000斯库多。

## 描述

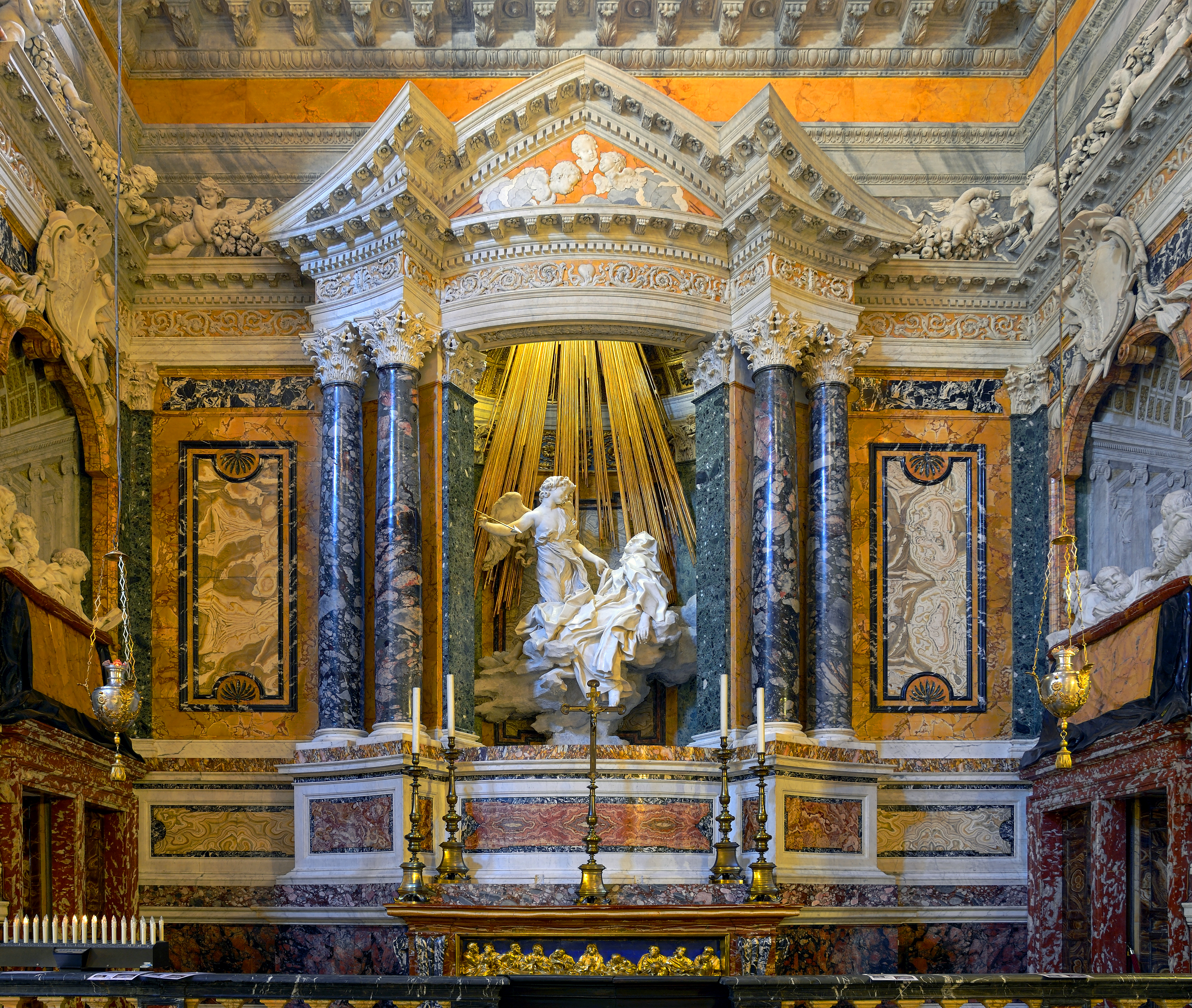

这组雕塑包括两个人物：昏昏欲睡的修女，和手持箭杆的天使。描绘的情景来自圣女大德兰本人的描述。她是一位神秘主義者、加尔默罗会修女。她在自传中这样描述自己神魂超拔时，与天使相遇的经历：
我看見在他的手裡有一支金質的長矛，在鐵質的矛尖處似乎有小小的火花。他看似好幾次把長矛插進我的心臟，刺穿我的內臟。當他把矛拔出來的時候，似乎要把我的內臟也拔出來，讓我全人燃燒在天主的大愛之中。這痛苦是如此巨大，讓我不禁呻吟，然而這種極致的痛苦帶來的甜蜜卻也如此非凡，讓我甚至生不起擺脫它的願望。現在滿足我的靈魂的無外於天主。這痛苦不是身體上，而是靈性上的，儘管身體也分擔了一份痛苦。現在在我的靈魂和天主之間的是無比甜蜜的愛的撫摸。我祈求良善的天主，讓認為我在說謊的人也能親自體驗我所體驗到的。
这组雕塑用自然光照亮。